# Les Justiciers de la pia$$e
Les Justiciers de la pia$$e (anciennement nommé Les NerdZ et d'abord La Revanche des NerdZ) était une émission de télévision québécoise hebdomadaire, diffusée de 2000 à 2015 sur Ztélé, consacrée aux sciences, à la technologie et à la science-fiction.

## Historique
Diffusée depuis 2000, ce magazine de services aborde divers sujets d'actualité liés aux sciences et aux technologies de manière humoristique et ludique. Différents chroniqueurs se partagent la vedette pour présenter des reportages, bancs d'essai et entrevues. 
Pendant ses sept premières années de diffusion, l'émission était animée par Patrick Masbourian. Il fut ensuite remplacé au début de la huitième saison, en septembre 2006, par François-Étienne Paré.
De 2000 à 2007, l'émission était diffusée quatre soirs par semaine, du lundi au jeudi. Une édition spéciale consacrée aux jeux vidéo était également diffusée le vendredi pendant les deux premières saisons. Depuis la saison 2007-2008, d'importantes coupures obligent l'émission à se produire de façon hebdomadaire plutôt que quotidienne. Par conséquent, les chroniqueurs se limitent alors à François-Dominic Laramée, Pascal Forget et François-Étienne Paré. François-Dominic Laramée a été remplacé le 2 août 2013 par Mathieu Roy.
Le mandat de Z ayant progressivement évolué au fil du temps, la chaîne privilégie désormais du contenu surprenant (frisant parfois la provocation) au détriment de la science-fiction et de la technologie qui prévalaient à ses débuts. Par conséquent, en septembre 2014, Les Nerdz change à la fois de mandat et de titre pour devenir une émission de consommation, Les Justiciers de la pia$$e.
Le mercredi 11 février 2015 la revanche des Nerdz, qui avait changé de titre pour Les Nerdz, puis Les justiciers de la pia$$e l’automne dernier, disparaîtra de la grille de Z à la fin de la saison. Z explique qu’avec le virage entrepris l’automne dernier, l’émission ne répondait plus à la nouvelle orientation de la chaîne. Le magazine techno animé à l’origine par Patrick Masbourian aura tenu l’antenne durant 16 saisons. François-Étienne Paré avait pris la relève à l’animation en 2006, rôle qu’il tiendra jusqu’à aujourd’hui. Axée sur la consommation, Les justiciers de la pia$$e s’affairait davantage à tester et à analyser les produits et gadgets disponibles en magasins. Cette formule ne survivra qu’une saison.

## Chroniqueurs
Plusieurs chroniqueurs ont participé à l'émission au fil des années. En voici une liste :
- François-Étienne Paré (Animation/59 secondes/Mieux vivre)[7],[8] ;

- Jean Fournier (Actualité/Techno)[7],[9] ;

- Joëlle Chagnon (Consommation)[10] ;

- Pascal Forget (Pratico)[8] ;

- François-Dominic Laramée (Jeux/Betas du Mois)[8] ;

- Vincent Bolduc (Environnement)[10] ;

- Mathieu Gratton (Bancs d'essai)[7] ;

- Alain McKenna (Collaborateur actualité)[7] ;

- Maryse Turcotte (Techno sport)[11] ;

- Christian-Robert Page ;

- Marie-Pier Élie;

- Hugues Savoie;

- Philippe Desrosiers;

- Mathieu Pichette;
- Emmanuelle Waters;

- Mathieu Roy (À quoi tu joues?).